# 후쿠타와라역
후쿠타와라역(일본어: 福俵駅, ふくたわらえき)은 일본 지바현 도가네시에 있는 동일본 여객철도의 철도역이다. 도가네 시의 중심역이다.

## 역 구조
단식 1면 1선 구조의 지상역이다. 역사는 따로 운영하고 있지 않으며, 오아미 역이 관리하는 무인역이다. 간이 개찰기에서 스이카 및 제휴 교통카드의 사용이 가능하며, 승차역 증명서 발행기를 운영하고 있다.

## 역세권 정보
- 국도 제126호선, 국도 제128호선

## 역사
- 1938년 3월 1일 - 일본국유철도 도가네 선의 오아미역 ~ 도가네역 사이에 새로이 개업했다.
- 1987년 4월 1일 - 민영화에 따라 동일본 여객철도의 소속이 되었다.
- 2001년 11월 18일 - 스이카의 사용이 개시되었다.

## 인접역
| 동일본 여객철도 도가네 선 | 동일본 여객철도 도가네 선 | 동일본 여객철도 도가네 선 |
| ------------------------- | ------------------------- | ------------------------- |
| 오아미 방면               | ■ 도가네 선               | 도가네 나루토 방면        |